# کینزا
کینزا، صنف طلا (زا) (به ژاپنی: 金座 Kinza) در شوگون‌سالاری توکوگاوا به‌طور رسمی انحصار صنفی در ارتباط با طلا را در اختیار داشت و در سال ۱۵۹۵ ایجاد شد. در ابتدا، شوگون‌سالاری توکوگاوا علاقه‌مند به اطمینان از ارزش ثابت سکه‌های طلای ضرب شده بود؛ و این منجر به احساس نیاز به توجه به عرضه طلا شد.
این عنوان یک آژانس نظارتی بود که مسئولیت نظارت بر ضرب سکه‌های طلا و نظارت بر کلیه معادن طلا، استخراج طلا و فعالیت‌های مربوط به آن را در ژاپن برعهده داشت.